# Polyosma gitingensis
Polyosma gitingensis är en tvåhjärtbladig växtart som beskrevs av Adolph Daniel Edward Elmer. Polyosma gitingensis ingår i släktet Polyosma och familjen Escalloniaceae. Inga underarter finns listade i Catalogue of Life.